# Carcinarctia kivuensis
Carcinarctia kivuensis är en fjärilsart som beskrevs av James John Joicey och Talbot 1924. Carcinarctia kivuensis ingår i släktet Carcinarctia och familjen björnspinnare. Inga underarter finns listade i Catalogue of Life.